# فرودگاه صحرایی بوورلاند
فرودگاه صحرایی بوورلاند (به انگلیسی: Bourland Field) یک فرودگاه همگانی است که یک باند فرود آسفالت دارد و طول باند آن ۱۲۴۷ متر است. این فرودگاه در شهر فورت وورث کشور ایالات متحده آمریکا قرار دارد و در ارتفاع ۲۶۶٫۱ متری از سطح دریا واقع شده‌است.